# 嵐の風景
『嵐の風景』（あらしのふうけい、独: Stürmische Landschaft、英: Stormy Landscape）は、17世紀オランダ絵画黄金時代の巨匠レンブラント・ファン・レインが1638-1640年ごろにオーク板上に油彩で制作した風景画である。画面下部左側に「Rembrandt.f.」という画家の署名が記されている。作品は元来、アントン・ウルリヒ (ブラウンシュヴァイク＝ヴォルフェンビュッテル公) のコレクションにあったものである。ナポレオン戦争中の1807-1815年の間にはパリに持ち去られ、ナポレオン美術館 (現在のルーヴル美術館) に展示されていたが、現在はブラウンシュヴァイクのアントン・ウルリッヒ公爵美術館に所蔵されている。

## 作品

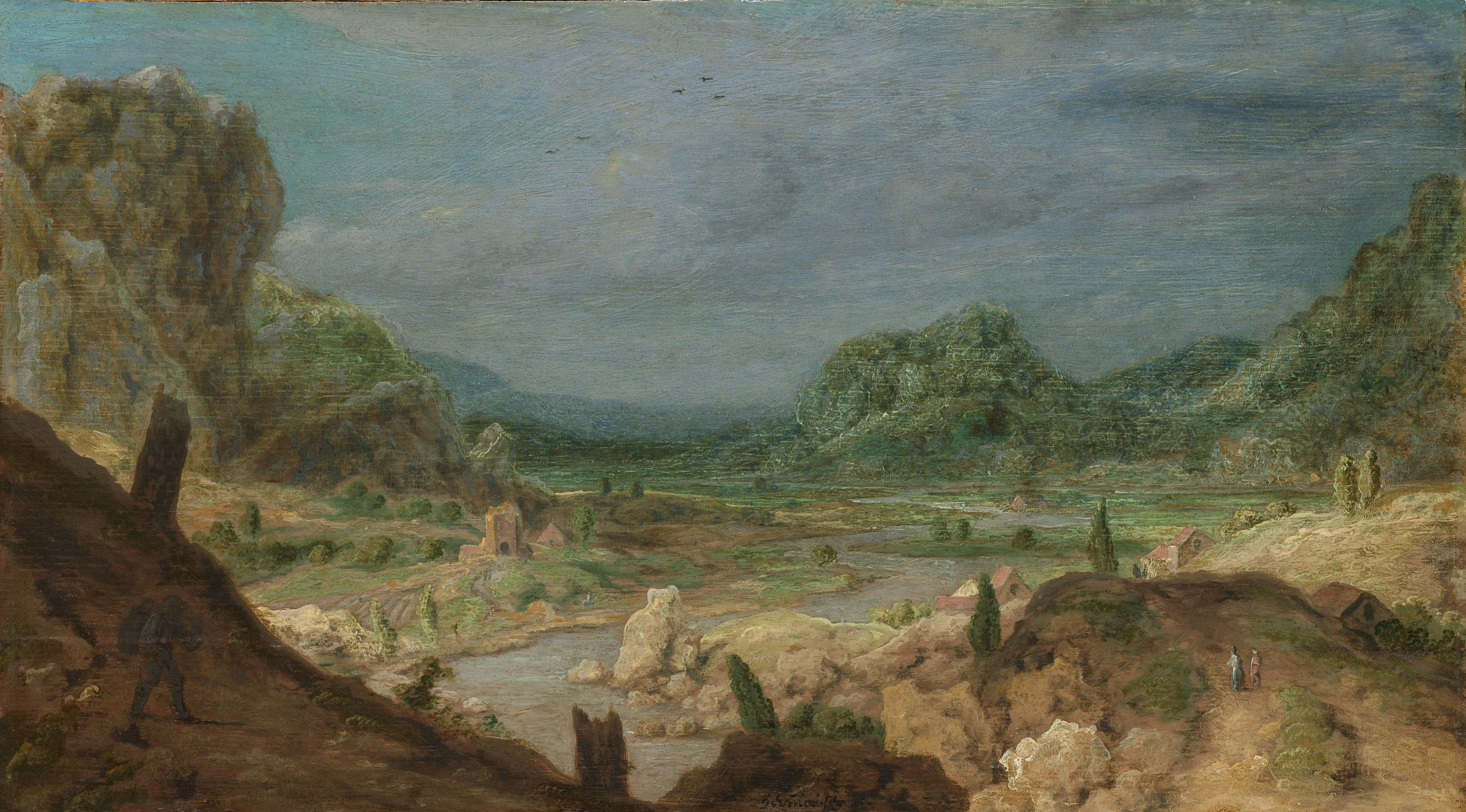
ヘラクレス・セーヘルス『渓谷』 (1626-1630年)、アムステルダム国立美術館

レンブラントは1630年代半ば以降に風景画を描き始めたが、彼の作品中で風景画の占める割合は小さく、10点以下しか彼に帰属される風景画はない。しかし、少なくともさらに2、3点を描いたことがわかっている。1656年のレンブラントの目録には11点が記載されているが、そのうちの何点かは現存する作品には当てはまらないからである。

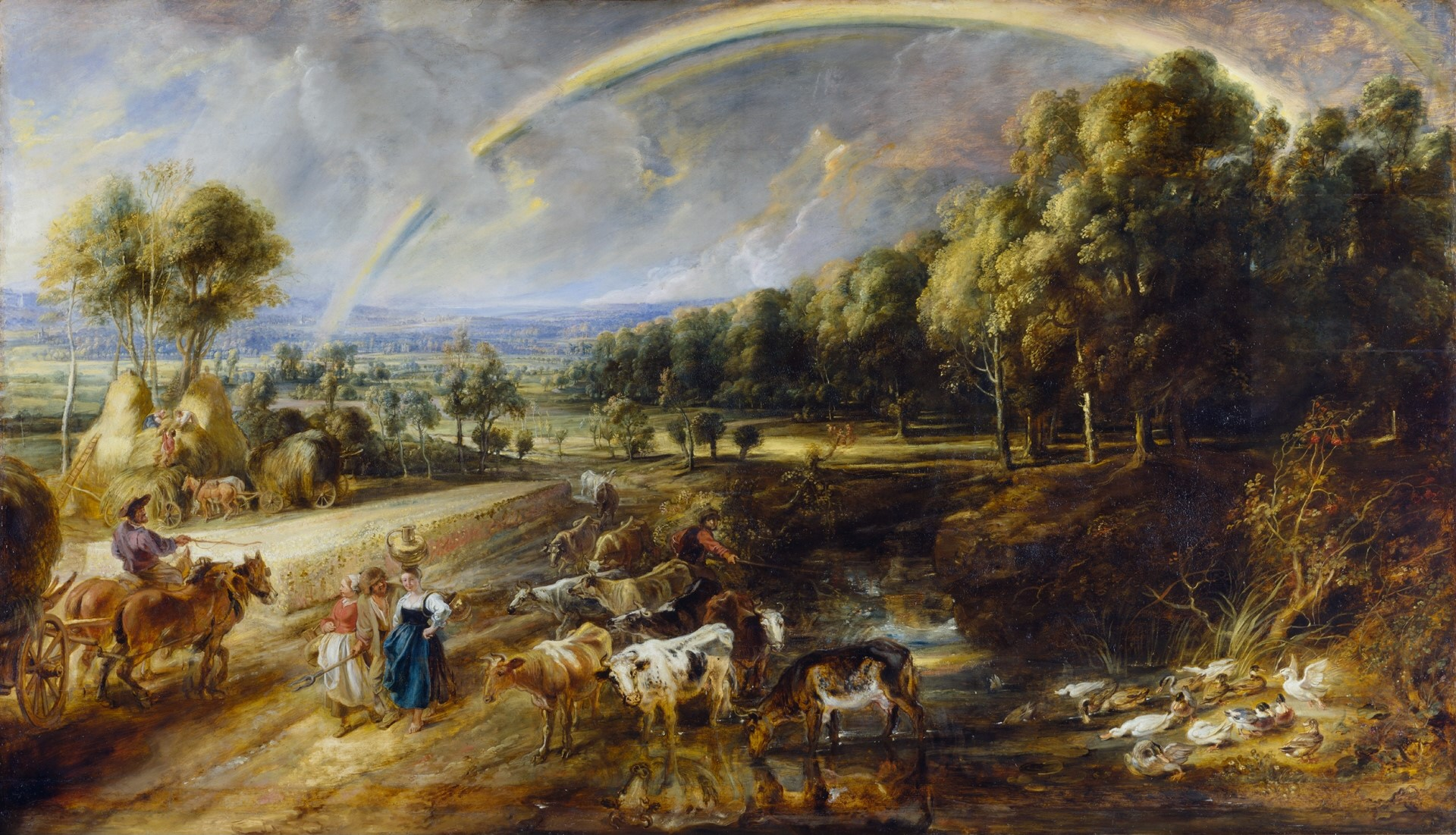
ピーテル・パウル・ルーベンス『虹のある風景』 (1636年)、ウォレス・コレクション、ロンドン

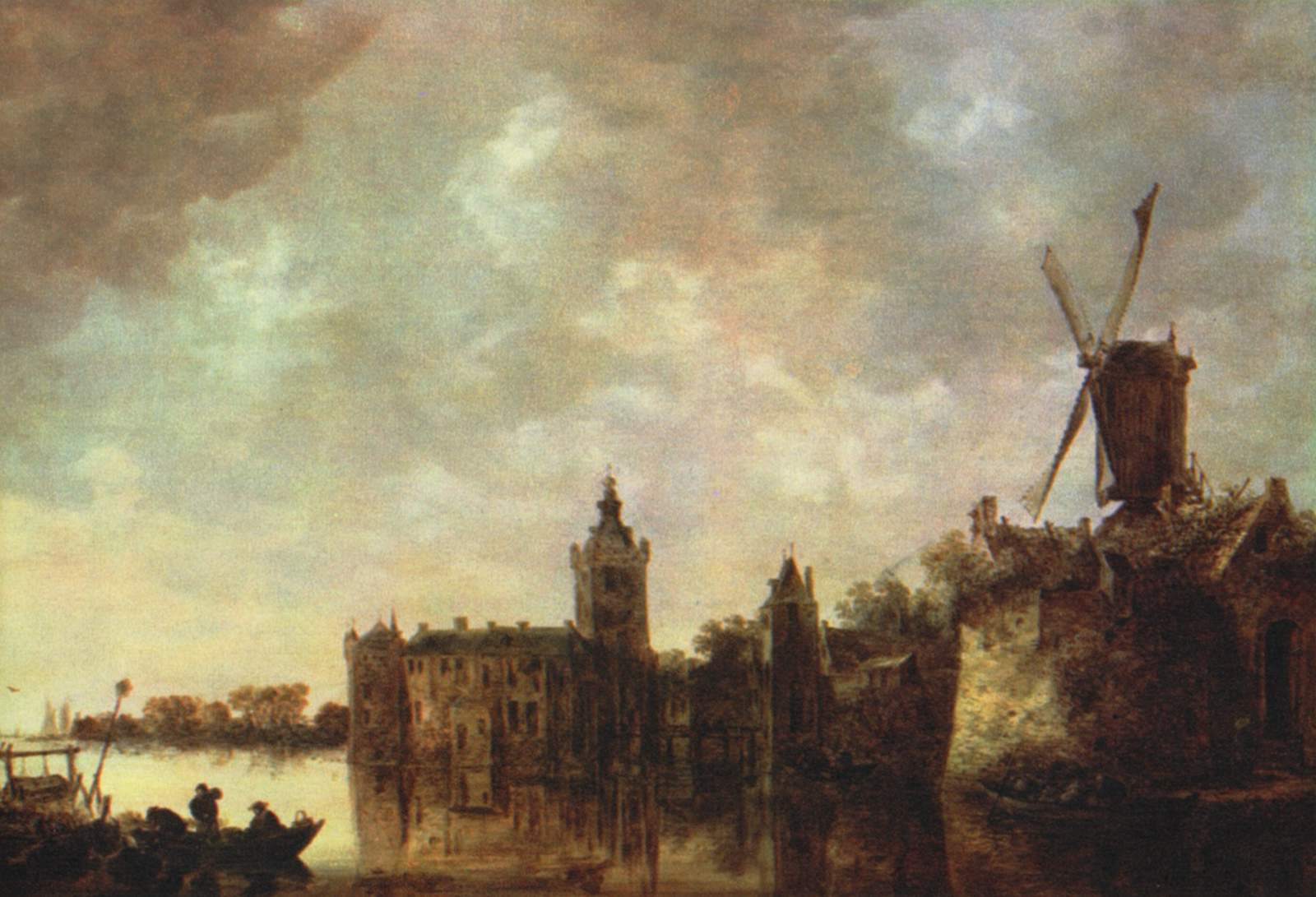
ヤン・ファン・ホイエン『モントフォルト城』 (1645年)、ティッセン＝ボルネミッサ美術館、マドリード

レンブラントの風景画は想像上のパノラマ的景観である。それらは、広い谷、山並み、巨大な木々、空想上の遺跡を描いており、ヘラクレス・セーヘルスの影響が明らかである。本作は、そうしたレンブラントの風景画の典型的な例となっている。温かな陽光に刺し貫かれる嵐の中の雲が地面を暗く覆っている。薄緑色の木々は風に翻弄され、小川にかかる太鼓橋は逆光を受けて、明るく照らされた背景の町 (聖書に登場する古代都市かもしれない) を卑近な前景から隔てている。
当時の風景画は、一般に写実的な自然の再現を特徴としていた。一方、レンブラントは、彼のバロック的想像力を自然に投影している。劇的なキアロスクーロは気象学的な状況を表現したものではなく、空と地面の神秘的な力に対するレンブラントの反応を具現化したものである。ルーベンスの自然への反応のようなものが感じられるものの、レンブラントの風景はルーベンスの風景より神秘的で、色彩的に抑制されている。金色がかった黄色と茶色が緑色、ピンク色、灰色とわずかに対照されているだけである。レンブラントは、ヤン・ファン・ホイエンのように色彩をほぼ一色に限定することによって、本質的に異なった様々な要素を統合している。